# Ernst Grünfeld
Ernst Franz Grünfeld (Josefstadt, 21 de novembre de 1893 - Ottakring, 3 d'abril de 1962) fou un jugador i escriptor d'escacs austríac, que va tenir el títol de Gran Mestre des de 1950 i que va tenir gran renom en el camp de la teoria d'obertures. Fou, durant un breu període després de la I Guerra Mundial, un dels millors escaquistes del món.

## Biografia i resultats destacats en competició
Nascut a Viena, Grünfeld va perdre una cama quan era petit i vivia en la pobresa. De tota manera, va descobrir els escacs, els va estudiar intensament i ràpidament es va guanyar una reputació com a hàbil jugador al club d'escacs local, el Wiener Schach-Klub.
La primera guerra mundial (1914-1918) va afectar seriosament les possibilitats de Grünfeld d'enfrontar-se als millors jugadors del món, ja que es varen disputar molt pocs torneigs durant l'etapa del conflicte. Es va veure reduït a jugar matxs per correspondència i va dedicar gran part del seu temps lliure a estudiar variants d'obertura. Va iniciar una biblioteca de material d'escacs que va mantenir al seu petit pis de Viena fins a la seva mort el 1962, als 68 anys.
Va desenvolupar una sòlida reputació com a expert en obertures durant els 1920, i ràpidament va començar a obtenir èxits sobre el tauler. El 1920 fou primer ex aequo a Viena amb Saviely Tartakower; 1r a Margate (1923), i va guanyar el 23è DSB Congress a Frankfurt 1923; 1r a Merano (1924); 1r al torneig individual 1st FIDE Masters celebrat a Budapest simultàniament a l'Olimpíada d'escacs de 1926 (ex aequo amb Mario Monticelli); 1r a Viena (1927) i empatà al primer lloc als torneigs Memorial Leopold Trebitsch de Viena de 1928 i 1933 (Memorial Trebitsch) –el primer amb Sándor Takács i el segon amb Hans Müller. El 1929 fou 9è al fort Torneig de Carlsbad (el campió fou Aron Nimzowitsch). Finalment, fou 1r al torneig d'Ostrava de 1933.
Durant el torneig de Bad Pistyan (Piešťany) d'abril de 1922 Grünfeld va introduir la que seria la seva més important contribució a la teoria d'obertures –la defensa Grünfeld. Va jugar la defensa contra Friedrich Sämisch a la 7a ronda, entaulant en 22 jugades, i posteriorment el mateix any la va emprar amb èxit contra Aleksandr Alekhin al torneig de Viena. De tota manera, no la va jugar amb massa freqüència. El 1923 empatà als llocs 4t-5è amb Richard Réti al fort Torneig de Carlsbad (el campió fou Aleksandr Alekhin).
El 1925 fou novè al fort torneig de Moscou de 1925 (el campió fou Efim Bogoljubow).
Durant les darreries dels 1920 i els 1930 Grünfeld va jugar al primer tauler representant Àustria en quatre olimpíades d'escacs (1927, 1931, 1933, 1935), i la seva millor actuació fou el 1927 quan va puntuar 9½/12. Segons Chessmetrics hauria tingut un Elo aproximat de 2715 en el punt més àlgid de la seva carrera (el desembre de 1924).
El maig de 1943, fou 2n, rere Paul Keres, a Posen, i el desembre de 1943 guanyà a Viena. Després de la II Guerra Mundial, empatà als llocs 3r-4t a Viena 1951 (Memorial Schlechter, el guanyador fou Moshe Czerniak). Grünfeld va esdevenir Gran Mestre el 1950. A partir de les darreries de 1950 ja va jugar molt poc als escacs, i es va dedicar principalment a la seva prodigiosa biblioteca, que per aquella època ja havia omplert completament la sala d'estar del seu pis, que compartia amb la seva dona i la seva filla.
El seu darrer torneig fou a Beverwijk (Hoogovens) el 1961, on participaven cinc Grans Mestres més forts que ell, i on hi acabà amb una puntuació de 3/9 (amb una única victòria, contra Jan Hein Donner).
Va morir d'obesitat a Viena, el 3 d'abril de 1962.

## Estil de joc
Va modelar el seu estil de joc a la manera del d'Akiba Rubinstein, i només feia 1.d4, dient que ell no cometia errors a l'obertura. De tota manera, el seu estil implicava evitar les variants complexes, i això combinat amb una tendència bàsicament taulífera, simplement no era prou bo per posar en problemes els millors jugadors del món. És especialment recordat per la defensa a la qual va donar nom, la defensa Grünfeld (1.d4 Cf6 2.c4 g6 3.Cc3 d5) i pels seus grans coneixements generals d'obertures.

## Obres
Ernst Grünfeld va contribuir amb molts articles sobre obertures en moltes revistes d'arreu d'Europa. Fins i tot, abans dels vint anys, ja havia contribuït amb articles sobre la Ruy López al Wiener Schachzeitung, una de les més populars revistes d'escacs en alemany de la seva època, i durant els següents 40 anys aproximadament, Grünfeld va seguir fent molts articles sobre teoria d'obertures per publicacions d'escacs d'Alemanya, Bèlgica, i l'URSS. Entre 1924 i 1925 fou editor de la revista d'escacs alemanya Deutsche Schachzeitung.
Va publicar diversos llibres, que foren en general ben rebuts. Entre les seves obres hi ha La partida de peó de dama i el gambit de dama refusat (1924) i Taschenbuch der Eroffnungen im Schach (1953).